# Македонско винче
Македонско винче или Македонско паче гнездо (Anchusa macedonica) e eдногодишно или двугодишно тревисто растение, балкански ендемит. В Червената книга на България растението е вписано като уязвим вид. Среща се в областта Македония – в Струмската долина от 150 до 300 м н.в. в България, както в Егейска Македония в Гърция и Северна Македония.

## Характеристика
Македонското винче е едногодишно или двугодишно тревисто растение с възходящи стълба, които достигат до височина около 20 сантиметра. Венчето на растението е синьо, а цветните дръжки са с дължина от 5 до 10 милиметра. Листата са ланцетни и линейнопродълговати. Македонското винче се размножава със семена. Видът е защитен според Закона за биологичното разнообразие в България.